# Volker Hoff

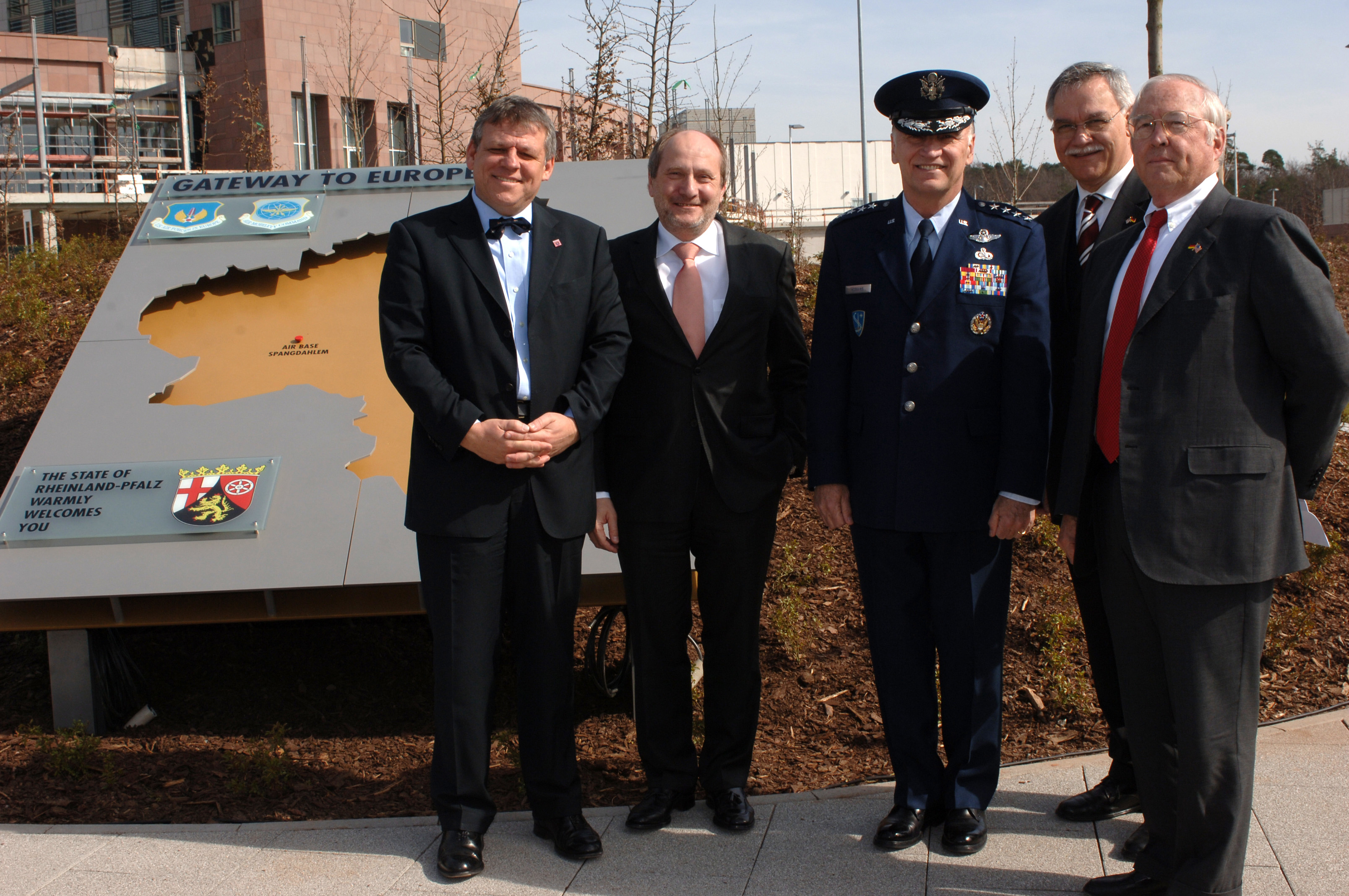
Volker Hoff (1. v. l.) als Minister für Europaangelegenheiten des Landes Hessen, der rheinland-pfälzische Finanzminister Ingolf Deubel (2. v. l.), General Tom Hobbins, Commander USAFE, Innenminister Karl Peter Bruch und US-Botschafter William Timken im Mai 2007

Volker Hoff (* 18. September 1957 in Frankfurt am Main) ist ein deutscher Betriebswirt, Lobbyist und Politiker (CDU). Vom 28. März 2006 bis 6. Februar 2009 war er Hessischer Minister für Bundes- und Europaangelegenheiten und Bevollmächtigter des Landes Hessen beim Bund.

## Leben
Geboren in Frankfurt am Main ist er in Mühlheim am Main aufgewachsen. Im Jahr 1978 machte Hoff sein Abitur am Friedrich-Ebert-Gymnasium in Mühlheim und studierte von 1979 bis 1987 VWL und Betriebswirtschaftslehre an der Johannes-Gutenberg-Universität in Mainz. Bereits während seines Studiums der Wirtschaftswissenschaften baute er eine Werbeagentur auf. Von 1988 bis 2006 war Hoff geschäftsführender Gesellschafter der inzwischen insolventen Firma Zoffel Hoff Partner Werbeagentur GmbH mit Sitz in Wiesbaden, welche nach Hajo Schumacher einen „Knoten des CDU-Netzwerks“ darstellte. Hoff war in der Agentur für die Finanzen zuständig.
In einem Gerichtsverfahren wurde 2009 festgestellt, dass über die Firma durch Dritte Gelder in Höhe von 11,3 Millionen Euro gewaschen wurden. Hoff wurde hier nicht als Beschuldigter, sondern als Zeuge geführt. Der Richter bescheinigte Hoff in seinem Urteil „erkennbar kultivierte Erinnerungslücken“, schuldhaftes Verhalten sei Hoff jedoch nicht nachzuweisen. Im November 2012 wurde Hoff in einem Zivilverfahren wegen „leichtfertiger Geldwäsche“ verurteilt. Gegen das Urteil können Hoff und sein Partner Zoffel noch vor das Oberlandesgericht ziehen. Das OLG Frankfurt hat am 15. Juli 2014 der Berufung Hoffs stattgegeben und das erstinstanzliche Urteil aufgehoben. Eine Revision ist nicht zugelassen. Damit haben sich alle Vorwürfe und Vorverurteilungen als haltlos erwiesen.
Vom 1. Februar 2010 bis zum 15. Juli 2012 war Hoff Cheflobbyist bei Opel. Als „Vice President Regierungsbeziehungen“ in Rüsselsheim war er zuständig für Europa. Seine Doppelrolle als Lobbyist und Landtagsabgeordneter rief Kritik hervor. SPD, Grüne, Linke und die mit der CDU regierende FDP legten, ebenso wie Transparency International, Hoff nahe, sich für eine Aufgabe zu entscheiden. Infolge der Kritik kündigte er an, sein Landtagsmandat niederzulegen.

## Politik
Seit 1976 ist Hoff Mitglied der CDU und war seit 1974 Mitglied der Jungen Union. Zwischen 1984 und 1992 war er der Landesvorsitzende der Jungen Union Hessen. Seit dem Jahr 1991 ist er stellvertretender Bezirksvorsitzender der CDU Untermain, bereits seit 1984 Mitglied des Landesvorstands der CDU Hessen. Schon mit 19 Jahren wurde er 1977 Stadtverordneter in seiner Heimatstadt Mühlheim am Main, von 1993 bis 2009 war er dort Fraktionsvorsitzender.
Zusätzlich bekleidete er zwischen 1981 und 1997 ein Kreistagsmandat im Landkreis Offenbach.
Seit dem Jahr 1991 war Hoff Mitglied des Hessischen Landtages, seit 1995 als direkt gewählter Abgeordneter des Wahlkreises Offenbach Land II (Wahlkreis 45).
Zwischen April 2003 und März 2006 war er stellvertretender Vorsitzender seiner Fraktion, die – nachdem sie bereits seit Februar 1999 in einer Koalition mit der FDP in Hessen regiert hatte – seit den Wahlen im Jahr 2003 die alleinige Regierungsverantwortung innehatte.
Im Jahr 2004 war Hoff Mitglied der 12. Bundesversammlung. Im Jahr 2009 war Hoff Mitglied der 13. Bundesversammlung.
Am 28. März 2006 wurde Hoff durch den Hessischen Ministerpräsidenten Roland Koch zum Hessischen Minister für Bundes- und Europaangelegenheiten und Bevollmächtigten des Landes beim Bund ernannt. In dieser Position unterstanden ihm unter anderem die Hessischen Landesvertretungen in Brüssel und Berlin. Hoff war in dieser Funktion auch Mitglied des Ausschusses der Regionen in Brüssel sowie Hessens Stimmführer im Bundesrat. Nach der Landtagswahl in Hessen 2009 schied Volker Hoff aus der Landesregierung aus, behielt aber sein Landtagsmandat. Mit Wirkung vom 9. Februar 2010 legte er das Mandat nieder und Ismail Tipi wurde sein Nachrücker im Landtag.

## Weitere Tätigkeiten
- Mitglied im Landesvorstand der CDU Hessen (1994 bis 2010)
- Beirat Sparkasse Langen-Seligenstadt, Seligenstadt (bis 2011)
- Mitglied im Aufsichtsrat der Taunus Film GmbH, Wiesbaden (bis 2011)
- Mitglied im Rundfunkrat des Hessischen Rundfunks (bis 2006)
- Mitglied im Vorstand der Partnerschaft der Parlamente e. V. (bis November 2007)
- Geschäftsführer der Omega Networking UG[6]
- Mitglied im Advisory Board der EUTOP[7] Brussels SA, einer EU-weiten Lobby-Organisation

## Auszeichnungen
- 2009: Großes Goldenes Ehrenzeichen mit dem Stern für Verdienste um die Republik Österreich[8]

- 2008 Grand Marshall der German Steuben Parade in New York City.